# Escape the Era
Escape the Era, también conocido como Nightmare: Escape the Era, es el segundo EP en coreano del grupo femenino de Corea del Sur Dreamcatcher. Fue lanzado el 10 de mayo de 2018 por Happy Face Entertainment (posteriormente llamado Dreamcatcher Company) e Interpark. El álbum contiene seis pistas, incluido el sencillo principal titulado «You and I».

## Antecedentes y lanzamiento
El 12 de enero de 2018, Dreamcatcher lanzó el sencillo especial de aniversario titulado «Full Moon», con un mensaje al final anunciando que lanzarían un nuevo trabajo musical en marzo del mismo año. Sin embargo, el grupo anunció el 25 de marzo que este lanzamiento se retrasaría hasta mayo para mejorar la calidad del álbum y no apresurar el lanzamiento. El 27 de abril, revelaron a través de su cuenta oficial de Instagram su calendario de regreso y el título del álbum, que llevaría por nombre Escape the Era, y que se lanzaría el 10 de mayo.
Este álbum fue consumado como el último trabajo de la serie narrativa "Nightmare", iniciada con su primer álbum sencillo titulado Nightmare de 2017, sin embargo, al año siguiente luego fue lanzado el EP The End of Nightmare, el cual cerró definitivamente dicha era.

## Composición y letras
El sencillo principal, «You and I», fue escrito, compuesto y arreglada por LEEZ y Ollounder, mientras que Dami, rapera y miembro del grupo, también fue parte de la composición de su letra. El álbum fue producido por LEEZ y Ollounder, habituales compositores y productores de Dreamcatcher.
«You and I» viene a cerrar la tetralogía iniciada desde su debut con el sencillo «Chase Me» y seguido por «Good Night» y «Fly High». La pista es el regreso final del grupo como parte del concepto "nightmare" (pesadilla).

## Recepción y crítica
El sitio web Seoulbeats señaló que «Escape the Era es un gran miniálbum para Dreamcatcher. Muestra lo que hacen mejor: K-pop inspirado en el rock y el metal. Tienes la oportunidad de experimentar las voces de las miembros superpuestas sobre guitarras distorsionadas que la mayoría de la gente no asociaría con un grupo de K-pop, y mucho menos con un grupo de chicas".
Hong Dam-young de The Korea Herald indicó en su reseña del álbum que «Como un acto que valora el concepto consistente en cada álbum, el reciente EP de Dreamcatcher, Escape the Era, sigue los pasos de los trabajos pasados del grupo. La única diferencia es que este acto está en pleno apogeo al revelar su naturaleza más rebelde y original».

## Lista de canciones
| CD / Descarga digital |                              |                            |                            |                            |          |  |
| N.º                   | Título                       | Letras                     | Música                     | Arreglos                   | Duración |  |
| 1.                    | «Inside-Outside» (intro)     |                            | LEEZ                       | LEEZ                       | 1:24     |  |
| 2.                    | «You and I»                  | LEEZ, Ollounder, Dami      | LEEZ, Ollounder            | LEEZ, Ollounder            | 3:15     |  |
| 3.                    | «Mayday»                     | Kim Boeun, Ollounder, LEEZ | Ollounder, LEEZ            | Ollounder, LEEZ            | 3:05     |  |
| 4.                    | «Which a Star» (어느 별)     | Ollounder, LEEZ            | Ollounder, LEEZ, Jung Yoon | Ollounder, LEEZ, Jung Yoon | 4:09     |  |
| 5.                    | «Scar» (이 더럽고도 추한...) | Dami                       | SPACE ONE, Jihoon Yang     | SPACE ONE, Jihoon Yang     | 3:17     |  |
| 6.                    | «You and I» (instrumental)   |                            | LEEZ, Ollounder            | LEEZ, Ollounder            | 3:15     |  |
| 18:25                 |                              |                            |                            |                            |          |  |

## Posicionamiento en listas
| Lista (2018)                            | Mejor posición |
| --------------------------------------- | -------------- |
| Corea del Sur (Gaon Album Chart)        | 3              |
| Estados Unidos (Billboard World Albums) | 7              |

| Lista (2018)                     | Mejor posición |
| -------------------------------- | -------------- |
| Corea del Sur (Gaon Album Chart) | 7              |

## Historial de lanzamiento
| País          | Fecha              | Formato                         | Sello                               |
| ------------- | ------------------ | ------------------------------- | ----------------------------------- |
| Corea del Sur | 10 de mayo de 2018 | CD, descarga digital, streaming | Happy Face Entertainment, Interpark |